# سوامی شیواناندا
سوامی شیواناندا (به هندی: स्वामी शिवानन्द सरस्वती) شیواناندا ساراسواتی یا سوامی شیواناندا (۸ سپتامبر ۱۸۸۷–۱۴ ژوئیه ۱۹۶۳) معلم معنوی و از یوگیان بزرگ قرن بیستم در ایالت تامیل نادو هند در بخش تیرونلولی، روستای پاتامادی متولد شد. او در رشته پزشکی تحصیل کرد و پیش از آنکه زندگی رهبانی را انتخاب کند در قسمت انگلیسی مالزی به‌عنوان پزشک خدمت کرد. او بیشتر زندگی خود را نزدیک مونی کی ریتی، ریشیکش گذراند.
وی بنیانگذار انجمن زندگی الهی در سال ۱۹۳۶، آکادمی جنگل یوگای ودانته در سال ۱۹۴۸ و نویسنده بیش از ۳۰۰ کتاب در زمینه متافیزیک، یوگا، ودانته، مذهب و موضوعات مختلف دیگر است. وی بنیانگذار آشرام شیواناندا، دفتر مرکزی انجمن زندگی الهی در کنار رود گنگ در سه -کیلومتری ریشیکش است.

## تفکرات
وی طرفدار طرز فکری بود که بشر یک خانواده است. همه موجودات، فرزندانی از یک الوهیت‌اند. توصیه اصلی او نیز این بود:
اصطلاح «خدمت، عشق، مدیتیشن، شناخت حقیقت» که جزو شعارهای اصلی انجمن زندگی الهی اوست، اشاره به چهار مسیر یوگا دارد، یعنی کارما یوگا یا یوگای خدمت، باکتی یوگا یا یوگای عشق و ایثار، راجا یوگا یعنی یوگای مدیتیشن و جنانا یوگا یعنی یوگای خرد و فرزانگی. براین اساس او طرفدار ترکیبی از همه مسیرهای یوگا بر سنگ بنای خلوص و پاکی بود که از طریق فکر وسیع و گشاده‌دستی و سخاوت افزایش می‌یافت. که با این چهار کلمه نشان داده شده‌است.
وی در سال ۱۹۶۳ وارد ماهاسامادهی (ترک کالبد جسمانی) شد و درگذشت